# Ghana i olympiska sommarspelen 2000
Ghana deltog i de olympiska sommarspelen 2000 med en trupp bestående av 22 deltagare, 16 män och 6 kvinnor, och de tog inga medaljer.

## Boxning
Lättvikt
- Raymond Narh
  1. Första omgången - Besegrade Victor Ramos (Östtimor) efter att domaren stoppat tävlingen
  2. Andra omgången - Förlorade mot Andriy Kotelnyk (Ukraina) på poäng

Lätt weltervikt
- Ben Neequaye
  1. Första omgången - Besegrade Munga Fredrick Kinuthia (Kenya) på poäng (14-2)
  2. Andra omgången - Förlorade mot Mohamed Allalou (Algeriet) på poäng (6-15)

Lätt mellanvikt
- Adama Osumanu
  1. Första omgången - Förlorade mot Mohamed Marmouri (Tunisien) efter att domaren stoppat tävlingen

Lätt tungvikt
- Charles Adamu
  1. Första omgången - Besegrade Courtney Fry (Storbritannien) på poäng
  2. Andra omgången - Förlorade mot Andriy Fedchuk (Ukraina) på poäng (5-13)

## Friidrott
Herrarnas 100 meter
- Leo Myles-Mills
  1. Omgång 1 - 10.15
  2. Omgång 2 - 10.23
  3. Semifinal - 10.25 (gick inte vidare)

- Aziz Zakari
  1. Omgång 1 - 10.31
  2. Omgång 2 - 10.22
  3. Semifinal - 10.16
  4. Final - DNF - Tjuvstart

- Christian Nsiah
  1. Omgång 1 - 10.44 (gick inte vidare)

Herrarnas 200 meter
- Albert Agyemang
  1. Omgång 1 - 21.22 (gick inte vidare)

- Tanko Braimah
  1. Omgång 1 - DQ (gick inte vidare)

Herrarnas 4 x 100 meter stafett
- Kenneth Andam, Leo Myles-Mills, Christian Nsiah, Aziz Zakari
  1. Omgång 1 - DNF (gick inte vidare)

Herrarnas 4 x 400 meter stafett
- Daniel Adomako, Abu Duah, Daniel Mensah Kwei, Nathaniel Martey
  1. Omgång 1 - 03:07.07 (gick inte vidare)

Herrarnas längdhopp
- Mark Anthony Awere
  1. Kval - 7.57 (gick inte vidare)

Herrarnas tresteg
- Andrew Owusu
  1. Kval - 14.12 (gick inte vidare)

Damernas 100 meter
- Vida Nsiah
  1. Omgång 1 - 11.18
  2. Omgång 2 - 11.19
  3. Semifinal - 11.37 (gick inte vidare)

- Monica Afia Twum
  1. Omgång 1 - 11.48
  2. Omgång 2 - 11.70 (gick inte vidare)

Damernas 200 meter
- Monica Afia Twum
  1. Round 1 - 23.51 (gick inte vidare)

- Helena Wrappah
  1. Omgång 1 - 23.64 (gick inte vidare)

Damernas 4 x 100 meter stafett
- Mavis Akoto, Vida Anim, Veronica Bawuah, Vida Nsiah, Monica Afia Twum
  1. Omgång 1 - 43.77
  2. Semifinal - 43.19 (gick inte vidare)